# Daimara Lescay
Daimara Lescay Cajigal (Guantánamo, 5 settembre 1992) è una pallavolista cubana.
Gioca nel ruolo di centrale.

## Carriera

### Club
La carriera di Daimara Lescay inizia nei tornei amatoriali cubani, a cui partecipa con la formazione di Guantánamo. 
Nella stagione 2015-16 riceve il permesso di lasciare Cuba e giocare in Perù nella Liga Nacional Superior de Voleibol col Deportivo Jaamsa di Lima, dove resta due annate, prima di trasferirsi al César Vallejo, sempre nella massima divisione peruviana.

### Nazionale
Nel 2010 entra a far parte della nazionale cubana, facendo il suo esordio al Montreux Volley Masters, dove si classifica al terzo posto; un anno dopo vince la medaglia di bronzo al campionato nordamericano e quella d'argento ai XVI Giochi panamericani. In seguito ai aggiudica altri due bronzi alla Coppa panamericana 2012 ed ai XXII Giochi centramericani e caraibici, mentre nel 2015, dopo aver vinto la medaglia d'argento alla NORCECA Champions Cup, dove viene premiata come miglior centrale, riceve un altro riconoscimento individuale come miglior muro alla Coppa del Mondo.

## Palmarès

### Nazionale (competizioni minori)
- Montreux Volley Masters 2010
- Montreux Volley Masters 2011
- Giochi panamericani 2011
- Coppa panamericana 2012
- Giochi centramericani e caraibici 2014
- NORCECA Champions Cup 2015

### Premi individuali
- 2015 - NORCECA Champions Cup: Miglior centrale
- 2015 - Coppa del Mondo: Miglior muro